# Fort La Prée
Pour les articles homonymes, voir Prée.
Le fort La Prée est une place forte, construite sur l'ordre de Toiras, en 1626, par les ingénieurs Pierre de Conty d'Argencour et Le Camus, situé sur la commune de La Flotte, entre Rivedoux-Plage et La Flotte, sur la côte nord de l'île de Ré, en Charente-Maritime.

## Descriptif et historique
Étoile à quatre bastions, dont deux tournés vers la mer, reliés par des courtines en demi cercle (cul de chaudron), doublée par une enceinte extérieure et un chemin couvert. Il abrite un petit port, ouvert à l'est. Il a été construit en partie avec des matériaux prélevés sur les ruines de Notre-Dame de Sainte-Marie-des-Châtelier, toute proche, et avec des pierres apportées par bateau des carrières de Crazannes.
Le duc de Buckingham, en 1627, lors de son débarquement sur l'île, néglige ce fortin qui lui est fatal, puisqu'il rend possible, en octobre 1627, le débarquement nocturne de 800 hommes du régiment des Gardes françaises avec d'autres troupes royales commandée par le Maréchal Henri de Schomberg, envoyé en secours, permet de prendre les Anglais à revers et de les chasser de l'île.
Sa conception est pourtant fortement critiquée, en 1658, par le gouverneur de l'île, pour sa taille trop petite, étant prévu pour seulement 400 hommes, mais, surtout, par sa vulnérabilité au manque d'eau potable. Des modifications furent entreprises, sur ordre de Colbert, en 1664, puis une enceinte supplémentaire édifiée, en 1672.
La fortification de Saint-Martin-de-Ré étant achevée, et ce fort toujours très décrié, Vauban, en 1684, fait raser toutes les fortifications extérieures, ne gardant que l'étoile originale, simplement protégée par un chemin-couvert, le port et le rempart du front de mer, et un glacis. Longtemps abandonné, l'ouvrage est réarmé en 1793, modifié encore en 1875 et finalement déclassé en 1934.
Dans le cadre du mur de l’Atlantique, pendant la Seconde Guerre mondiale, l’armée d’occupation y a intégré, en 1942, un blockhaus d’observation et un blockhaus des télécommunications, et sera renommée la batterie « Berta ».
Le Fort a abrité, des années 1950 à 1980, un centre de vacances, géré par les PEP de l'Eure, pour enfants de 6 à 10 ans . Le fort appartient alors au Conseil Général de l'Eure, lequel a plusieurs centres dans l'île, dont La Ferme - en face du Fort - et  l'Îlot Normand, au Bois-Plage. Il est cédé au Comité national des œuvres sociales de l'administration pénitentiaire (CNOSAP), actuellement propriétaire, après qu'un mur d'enceinte se soit effondré. Le CNOSAP en a assuré la restauration par des détenus, de 1981 à 1987. Puis des restaurations vont être effectuées par les chantiers bénévoles du patrimoine jusqu'en 2011. Des visites y sont organisées d'avril à fin septembre et pour les vacances de la Toussaint, avec des animations durant la période estivale; ainsi que la privatisation du site, pour festivités et événements.
Le fort la Prée fait l’objet d’un classement au titre des monuments historiques, par arrêté du 21 mai 2008.

## Galerie

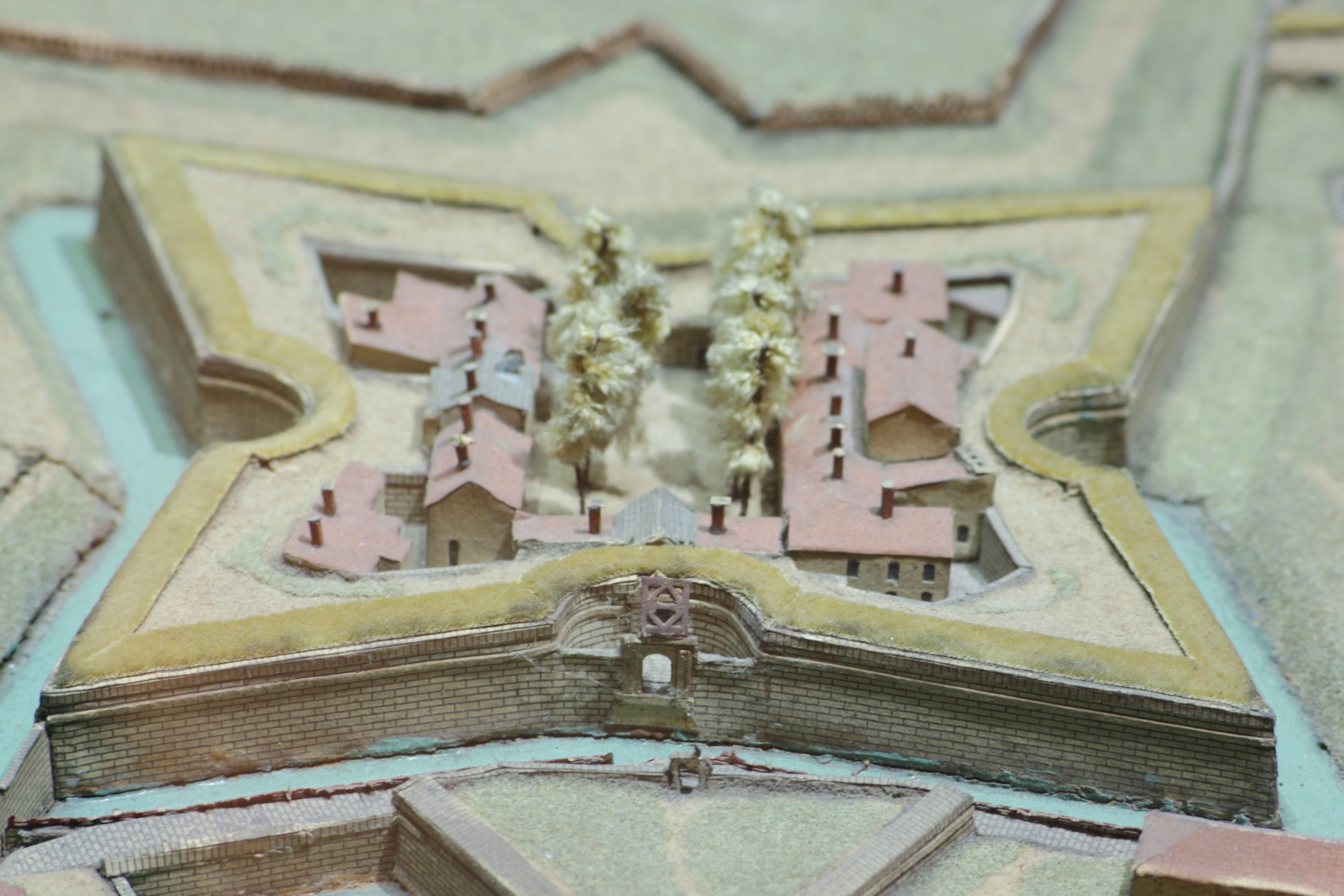
Détail de l'intérieur du fort de la Prée sur une maquette construite en 1703 et exposée au musée des Plans-Reliefs (Paris).

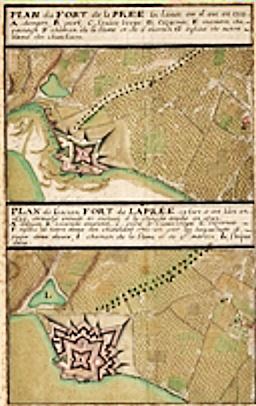
Plan de Claude Masse, répertoriant l'état du fort avant et après les démolitions réalisé par François Ferry, sur ordre de Vauban.
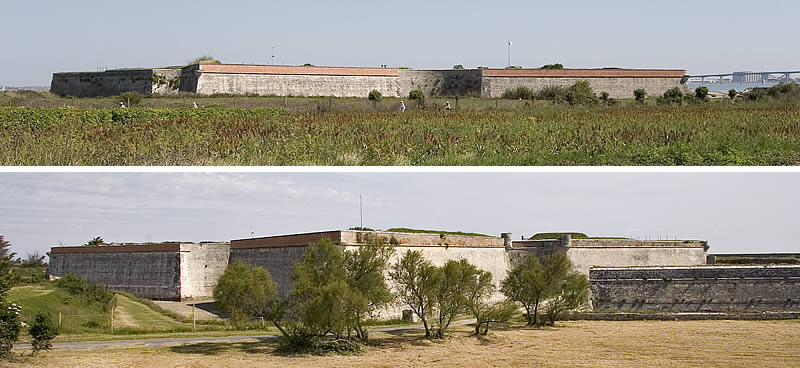
Vue côté sud.
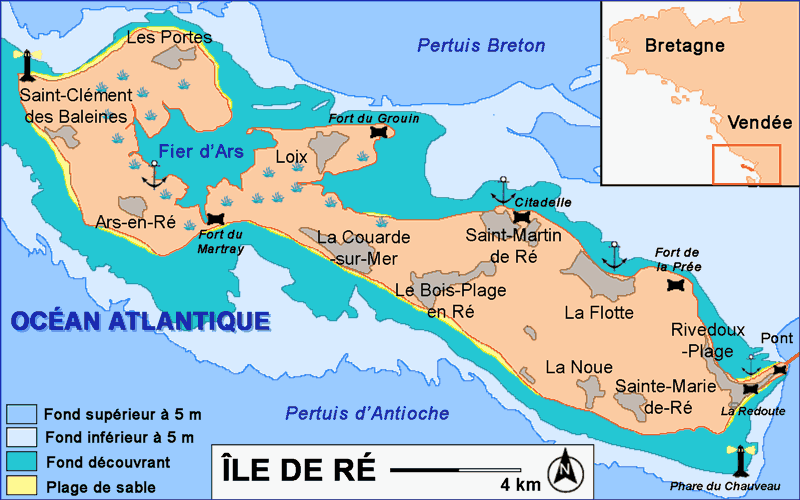
Plan de l'île de Ré.
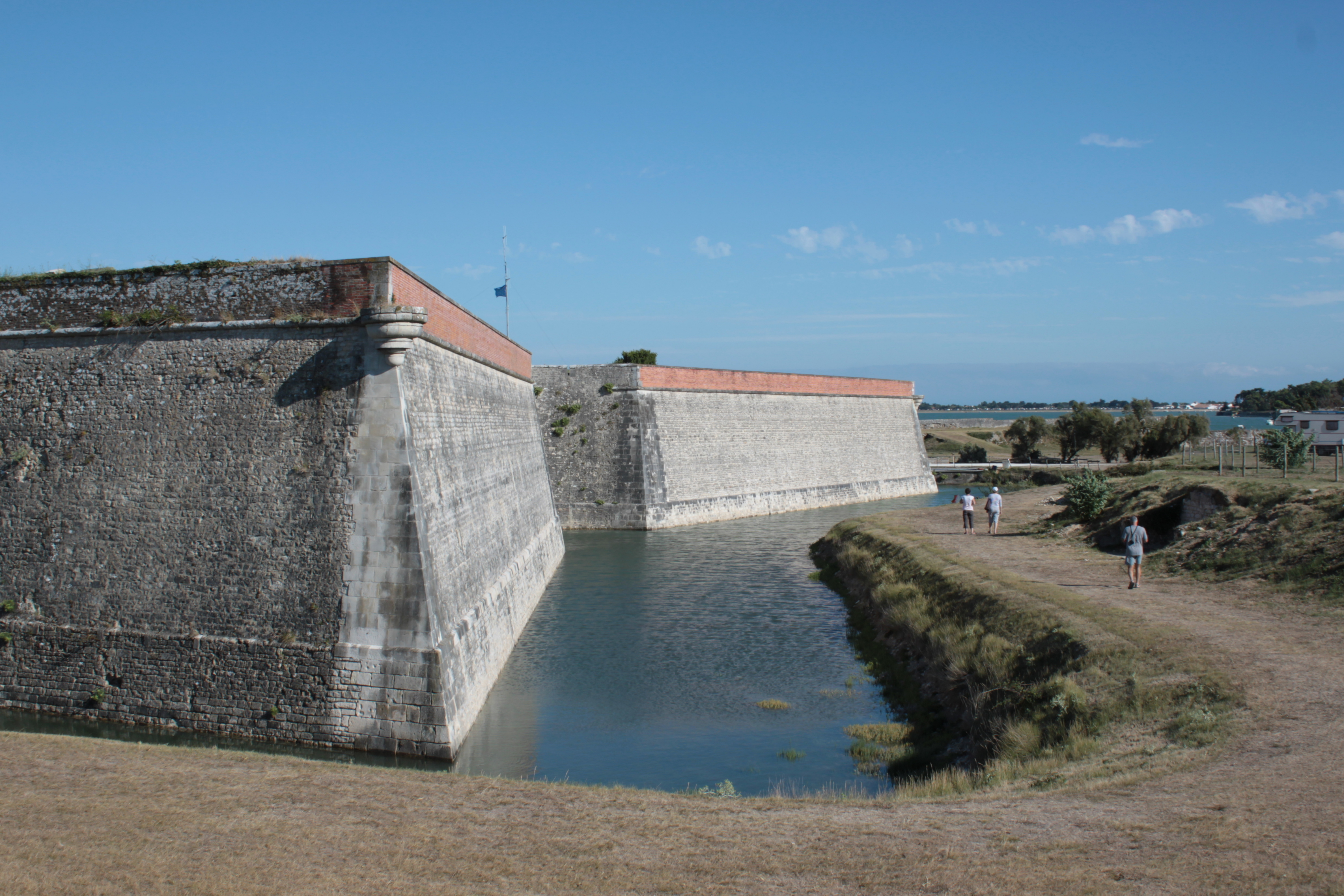
Bastions de la Flotte et du port.
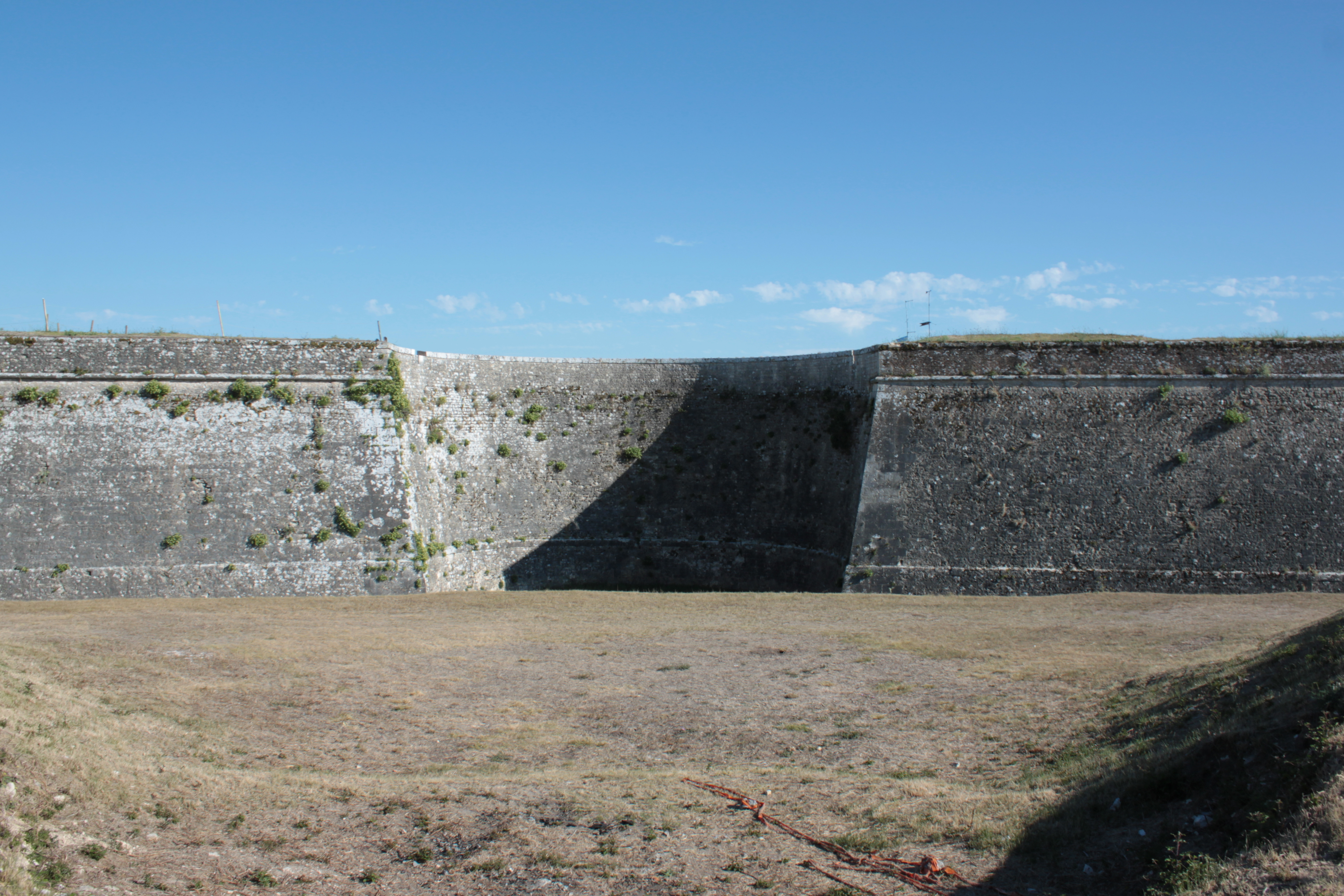
Courtine en cul-de-chaudron, entre bastions de la mer et du port.
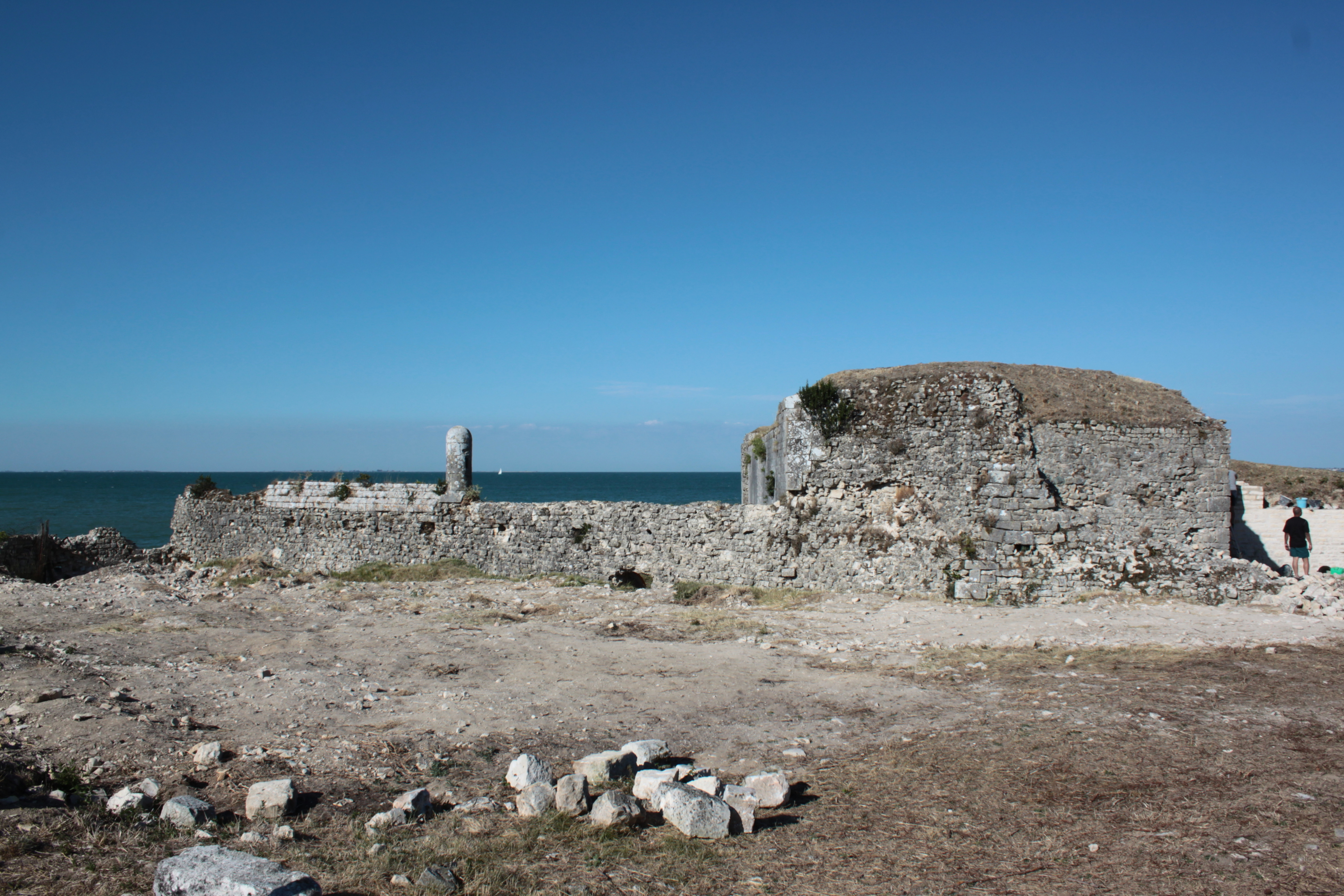
Chantier 2012.